# Gare de Saint-Chély-d'Apcher
La gare de Saint-Chély-d'Apcher est une gare ferroviaire française de la ligne de Béziers à Neussargues (dite aussi ligne des Causses), située sur le territoire de la commune de Saint-Chély-d'Apcher, dans le département de la Lozère, en région Occitanie.
Elle est mise en service en 1887 par la Compagnie des chemins de fer du Midi et du Canal latéral à la Garonne (Midi). 
C'est une gare de la Société nationale des chemins de fer français (SNCF), desservie par des trains Intercités et TER Occitanie.

## Situation ferroviaire
Établie à 993 mètres d'altitude, la gare de Saint-Chély-d'Apcher est située au point kilométrique (PK) 652,902 de la ligne de Béziers à Neussargues entre les gares ouvertes d'Aumont-Aubrac et de Saint-Flour - Chaudes-Aigues. Elle est séparée de cette dernière par les gares fermées d'Arcomie, de Loubaresse, de Garabit et de Ruynes-en-Margeride.

## Histoire
La « gare de Saint-Chély » est mise en service le 9 mai 1887 par la Compagnie des chemins de fer du Midi et du Canal latéral à la Garonne (Midi); lorsqu'elle ouvre à l'exploitation la section de Marvejols à Saint-Chély qui devient ainsi une gare terminus.
Elle devient une gare de passage lorsque la compagnie ouvre la section de Saint-Chély à Saint-Flour le 27 mai 1888.

## Fréquentation
De 2015 à 2023, selon les estimations de la SNCF, la fréquentation annuelle de la gare s'élève aux nombres indiqués dans le tableau ci-dessous :
| Année           | 2015   | 2016   | 2017   | 2018   | 2019   | 2020   | 2021   | 2022   | 2023   |
| --------------- | ------ | ------ | ------ | ------ | ------ | ------ | ------ | ------ | ------ |
| Voyageurs seuls | 36 898 | 36 039 | 33 932 | 37 726 | 44 600 | 51 956 | 57 364 | 70 962 | 89 724 |

## Service des voyageurs

### Accueil
Gare SNCF, elle dispose d'un bâtiment voyageurs, avec guichet, ouvert les mardis et vendredis.

### Desserte
Saint-Chély-d'Apcher est desservie par des trains Intercités et TER Occitanie.

### Intermodalité
Un parking pour les véhicules y est aménagé. En renforcement ou complément des dessertes ferroviaires, la gare est desservie par des cars TER Occitanie.
Des autocars des réseaux interurbain régionaux liO et Cars Région desservent également la gare.

## Service des marchandises
Cette gare est ouverte au service du fret (Train massif uniquement).

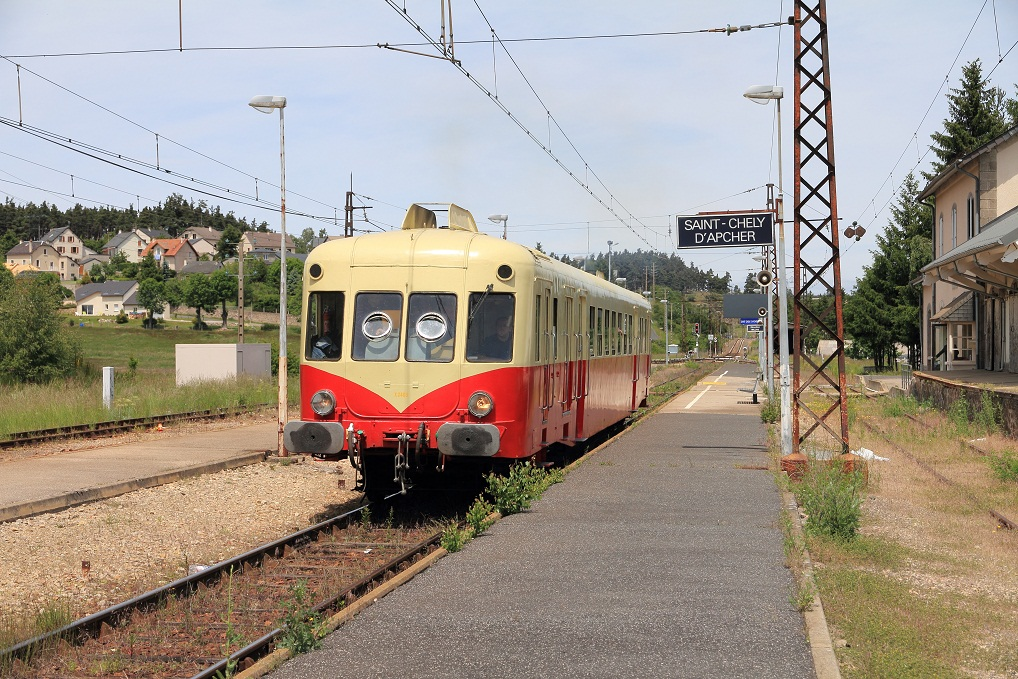
La gare en juin 2011 lors d'une circulation spéciale.
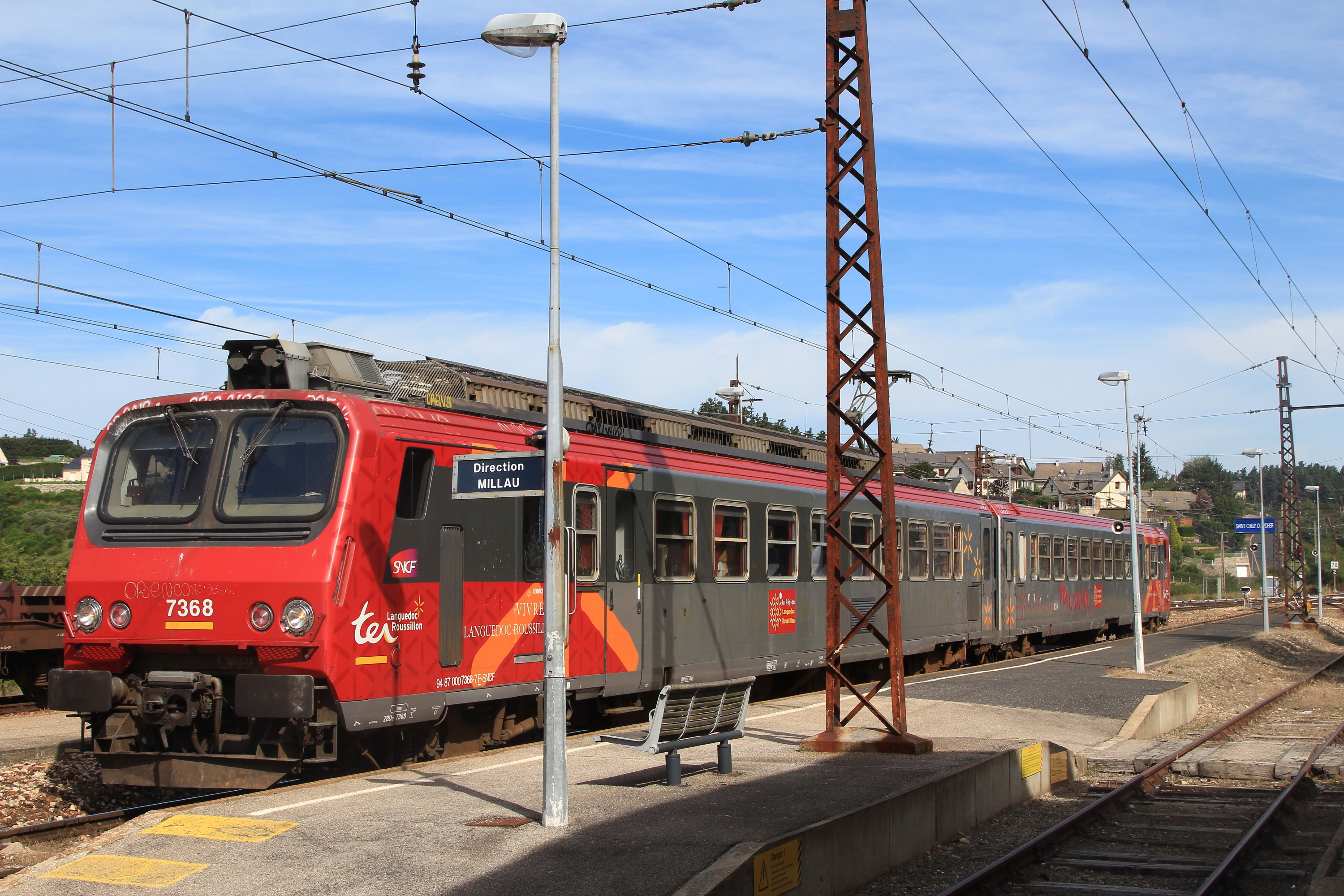
L'unique TER desservant la gare, à son terminus entre deux missions.
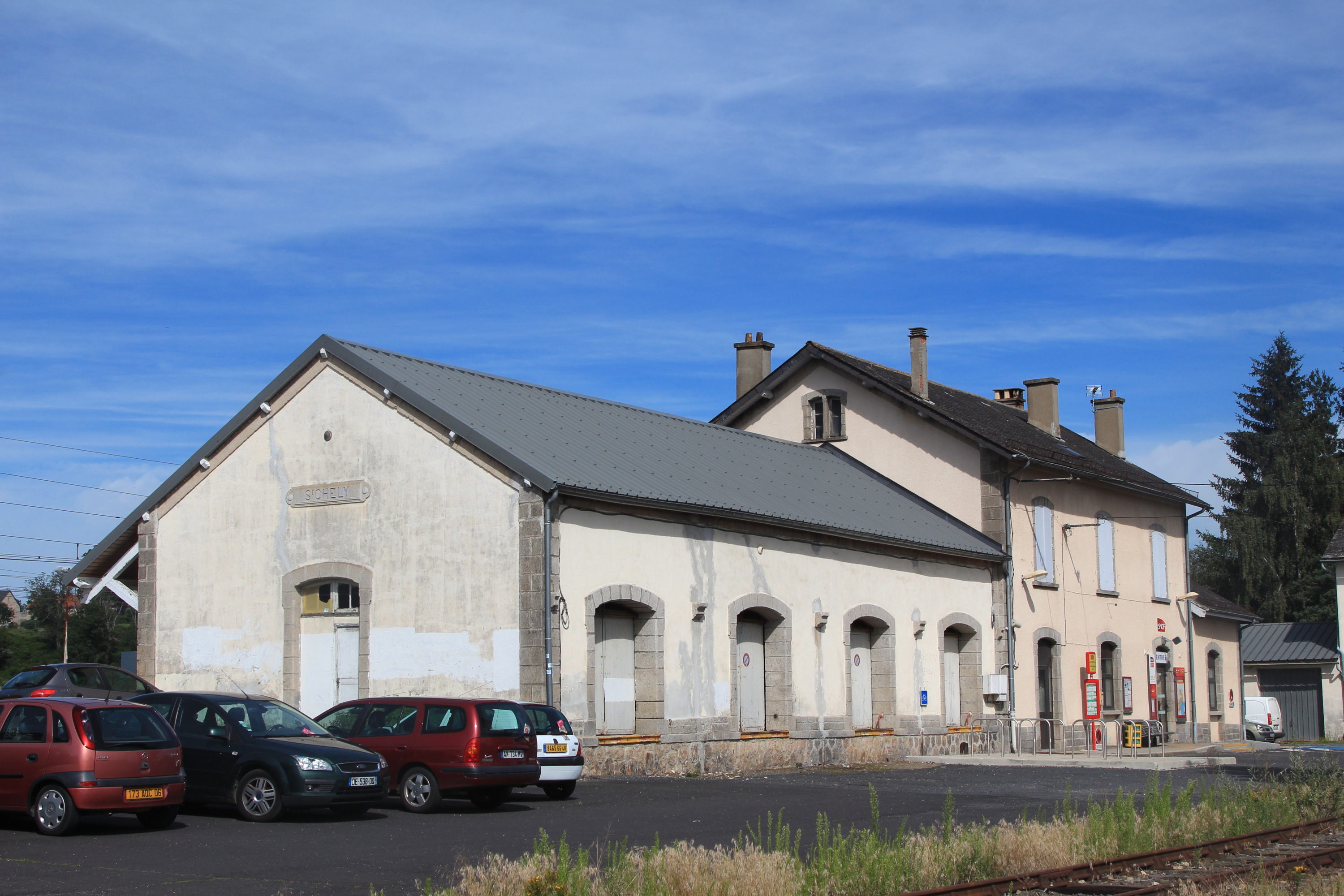
Ensemble du bâtiment voyageurs et de la halle aux marchandises.